# Hallasjön (Ås socken, Småland)
Hallasjön är en sjö i Gislaveds kommun i Småland och ingår i Lagans huvudavrinningsområde.